# Yukino Komori
Yukino Komori (小森 ゆきの Komori Yukino?,  Prefectura de Chiba, Japón, 5 de diciembre de 1996) es una ex-idol japonesa, antiguo miembro del grupo de pop femenino Doll Elements. Komori era la miembro más joven del grupo, donde su color distintivo era el verde.

## Primeros años
Komori nació el 6 de diciembre de 1996 en la prefectura de Chiba, Japón. Tomó clases de baile desde los cinco años hasta los dieciséis, cuando se unió a Doll Elements. Puede interpretar diferentes estilos de baile, tales como ballet clásico, hip-hop, jazz dance y hip-hop jazz. Ha dicho que quiso convertirse en idol porque siempre le ha gustado pararse frente a la gente y bailar.
En su adolescencia, Komori era fan del grupo idol Morning Musume, donde sus miembros favoritos eran Riho Sayashi y Haruka Kudō. También era fanática de AKB48 y admira a Yūko Ōshima. Komori mencionó que quiere ser una persona como Ōshima, quien puede dar energía a mucha gente a través de programas de televisión. Afirmó que Ōshima también es una de las razones por las que quería ser idol.

## Carrera

### Doll Elements
En 2013, Komori audicionó para unirse a Doll Elements, audición que comenzó en abril. El 10 de noviembre, fue revelada como la nueva miembro del grupo en un concierto que se llevó a cabo en el Teatro UDX de Akihabara. Komori fue presentada durante el encore e interpretó Kimi no Heart ni Toki Hanatsu! y Kimi no Koto Mamoritai!. Durante la audición, Komori ha dicho que pensó que la audición sería su última oportunidad de audicionar para un grupo idol. Por lo tanto, mencionó en su blog que si fallaba en unirse a Doll Elements, no habría sido una idol.
El 9 de noviembre de 2015, se anunció que Komori sería un miembro regular en el programa de televisión por Internet Instant Johnson no Shall We Conte?. Esta fue su primera aparición en solitario en un programa.
El 30 de octubre de 2016, Komori anunció su retiro vía blog. Su retiro tuvo lugar el 14 de enero de 2017 en Zepp Tokyo, el mismo día que cuando Doll Elements realizó su actuación final como grupo.

### DJ Koomori
Komori también se ha desempeñado como DJ en varios eventos, tales como conciertos y festivales de idols. Bajo esta profesión es conocida bajo el nombre de DJ Koomori. Actuó como DJ por primera vez el 3 de agosto de 2015, cuando Doll Elements participó en un festival de idols. El 23 de agosto, también actuó en el último día de la gira de Doll Elements; "ONE-MAN LIVE 2015 SUMMER DOLL PARTY" en Ebisu Liquidroom.

## Filmografía

### Televisión
- Kawa10 "Doll☆Ele no Kimi ni Maru Maru Yarasetai!" (6 de julio de 2015 – 30 de diciembre de 2016, Kawaiian TV)
- Doll☆Elements no Merumaga 10000nin Dekirukana? (17 de noviembre de 2013 - 31 de julio de 2014, Tsukuba TV)

### Internet
- Instant Johnson no Shall We Conte? (16 de noviembre de 2015 – 19 de noviembre de 2016, WALLOP TV)
- Doll☆Elements no Himitsu no Oshaberi ~Doll☆Bana~ (17 de julio de 2015 – 11 de enero de 2017, SHOWROOM)

### Radio
- Doll☆Elements no "Doruraji" (6 de enero de 2014 – 27 de diciembre de 2016, TOKYO FM)
- Doll☆Elements no "Kimi no Ashita wo Ouen Shitai!" (6 de abril de 2014 - 27 de noviembre de 2015, Bay FM)